# L'Albagés
L'Albagés è un comune spagnolo di 518 abitanti situato nella comunità autonoma della Catalogna.